# Clastoptera chiriquensis
Clastoptera chiriquensis är en insektsart som beskrevs av Fowler 1898. Clastoptera chiriquensis ingår i släktet Clastoptera och familjen Clastopteridae. Inga underarter finns listade i Catalogue of Life.